# 森山良二
森山 良二（もりやま りょうじ、1963年7月20日 - ）は、福岡県北九州市出身の元プロ野球選手（投手）、プロ野球コーチ。

## 経歴

### プロ入り前
福岡大附属大濠高校では入学時からずば抜けた球威を誇り、3年夏の1981年にエースとして夏の甲子園大会に出場。初戦の2回戦で函館有斗を5安打2失点に抑えて完投勝利を収めたが、3回戦で鎮西高校に敗れている。早稲田大学を目指して2年間浪人した後、北九州大学に進学した。
1年秋には外野手としてベストナイン、2年秋の1985年にはエースとして九州六大学リーグで3位に入る原動力となったが、高校時代から注目していた西武の球団管理部長・根本陸夫が接触、入団を打診されて同年で大学を中退。
翌1986年、野球部のない食品会社、ONOフーズに入社する（この会社の社長は森山の担当だった西武スカウト楠城徹の早大野球部での先輩であった）。しかし、実際には西武球団によって西武の選手と一緒に米国マイナーリーグ（1A・サンノゼビーズ）に派遣されて実戦経験を積んでいた。そこではカムフラージュのためにRoymond Tamoriという氏名の日系人という設定で、18試合、8勝2敗、防御率3.62の成績を残している。高校時代の実績からスカウトの間では名前が知られていたが、これによって他球団としては森山の消息がつかめず、手を出せなくなった。
そのため、1986年11月のドラフト会議では全くといっていいほどのノーマークであり、根本はドラフト外で森山の獲得を考えていたようであるが、直前に広島や近鉄のスカウトに嗅ぎ付けられ、またドラフト当日にも一部スポーツ紙に隠し球としてスクープされたため、急遽西武は森山を1位指名することとなった。契約金と年俸それぞれ5000万円、480万円（いずれも推定）で入団している。

### 西武時代
打者としての素質にも定評があったが投手となり、1年目の1987年の自主トレーニングの段階から優れた身体能力を発揮し、森祇晶監督にはバランス能力の高さを評価されている。9月10日に一軍初登板を果たすと10月13日にはプロ初先発で初勝利を挙げた。同年の日本シリーズでは第1戦でリリーフとして登板し、1イニングを1安打無失点に抑えている。
1988年は東尾修の出場停止や小野和幸の移籍もあって先発ローテーションに入り、パームボールを武器に前半戦だけで8勝を挙げてローテーションに定着した。躍進には東尾の助言もあったという。後半戦はパームの制球に苦しんだがシーズン通算で10勝し、同年の日本シリーズでは、第4戦で最少被安打のシリーズタイ記録となる2安打完封勝利を収めて優秀選手賞を受賞した。これらの活躍が評価されて新人王を獲得し、オフには1000万円増の年俸1500万円（推定）で契約を更改している。
1989年は肘と肩の故障から2試合のみの登板に終わる。
1990年はオープン戦で好投して先発復帰を目指したものの未勝利となった。
1991年頃から軟投派への転向を目指す。

### 横浜時代
1993年開幕直前の3月24日に清水義之との交換トレードで中村日出夫と共に横浜ベイスターズに移籍した。横浜では中継ぎやローテーションの谷間の先発を任され、6月6日の対中日戦で5年ぶりに先発勝利を挙げている。
1995年限りで現役を引退した。

### 現役引退後
引退後は横浜で一軍投手コーチ補佐（1996年）→二軍投手コーチ補佐（1997年）を務め、横浜退団後は古巣・西武に復帰し、二軍トレーニング&投手コーチ（1998年 - 1999年）→二軍投手コーチ（2000年）→二軍トレーニングコーチ（2001年）→二軍投手兼トレーニングコーチ（2002年）、一軍投手（ブルペン担当）兼トレーニングコーチ（2003年、2006年 - 2007年）、二軍トレーニング兼投手コーチ（2004年 - 2005年）を務めた。2007年はチーム防御率5位に低迷して26年ぶりのBクラスに終わり、10月7日に球団側から翌年は契約しないことを通告された。2007年でコーチの契約が終わり他球団への移籍も白紙になっていたところ、四国・九州アイランドリーグの福岡レッドワーブラーズから監督就任のオファーを受けてこれを受諾。地元での人望が厚く、かつプロでの実績がある点を評価されたという。プロ入りする選手が生まれることを目標に2008年から2009年まで監督を務め、球団がリーグ戦参加を休止したのにともない退団。監督在任中の2008年に投手の金無英が福岡ソフトバンクホークスからドラフト指名を受けて入団した。
2010年からは東北楽天ゴールデンイーグルス一軍投手コーチ（ブルペン担当）を担当。2013年には球団史上初のリーグ優勝・日本一に貢献した。その後、2015年は二軍投手コーチを務め、2016年からは再び一軍投手コーチを担当。2018年6月16日、最下位の責任を取って辞任した梨田昌孝の監督辞任に伴い、ブルペン担当からベンチ担当に配置転換された。
2019年、則本昂大や岸孝之らが長期不在の中、若手の石橋良太を抜擢して3位に導く手腕を発揮。シーズン終了後に契約満了に伴い楽天を退団することが発表された。
2019年11月4日、西武時代に同僚だった工藤公康が監督を務めるソフトバンクの一軍投手コーチに就任することが発表された。背番号は92。
2020年は12球団唯一となる2点台（2.92）の投手陣を率い、同年のリーグ優勝、日本一に貢献した。2022年まで同職を務め、2022年は12球団ワーストの与四球474だった。2023年は三軍監督を担当。2024年からはリハビリ担当コーチ（投手）を務める。

## 選手としての特徴・人物
ドラフト会議における「隠し玉」の例として有名である。大学は中退しているが、関連人物として母校での講演に招かれたことがある。
最速143km/hの速球やパームボールに加え、カーブやスライダーを駆使した。また制球が良く速球が低目に決まり、マウンド度胸の良さにも定評があった。
プロでは新人王を獲得するなど活躍したが故障などの苦労も経験し、高圧的にならず後輩に好かれる性格だったと言う。
1988年のオープン戦で中日相手に好投した時、星野仙一監督が試合後のインタビューで「何であんな訳分からんピッチャーに抑えられるんや」とボヤいた。このことが同年日本シリーズ第4戦の完封へと繋がった。試合中ベンチに戻る度に中日ベンチを睨み付けていたと言う。なお、2011年には一軍投手コーチを務める楽天の監督に星野が就任することになり、星野も森山を投手コーチとして続投させている。

## 詳細情報

### 年度別投手成績
| 年 度     | 球 団     | 登 板 | 先 発 | 完 投 | 完 封 | 無 四 球 | 勝 利 | 敗 戦 | セ 丨 ブ | ホ 丨 ル ド | 勝 率 | 打 者 | 投 球 回 | 被 安 打 | 被 本 塁 打 | 与 四 球 | 敬 遠 | 与 死 球 | 奪 三 振 | 暴 投 | ボ 丨 ク | 失 点 | 自 責 点 | 防 御 率 | W H I P |
| --------- | --------- | ----- | ----- | ----- | ----- | -------- | ----- | ----- | -------- | ----------- | ----- | ----- | -------- | -------- | ----------- | -------- | ----- | -------- | -------- | ----- | -------- | ----- | -------- | -------- | ------- |
| 1987      | 西武      | 4     | 1     | 0     | 0     | 0        | 1     | 0     | 0        | --          | 1.000 | 43    | 10.2     | 9        | 1           | 1        | 0     | 0        | 6        | 0     | 0        | 4     | 2        | 1.69     | 0.94    |
| 1988      | 西武      | 28    | 24    | 10    | 2     | 2        | 10    | 9     | 0        | --          | .526  | 706   | 169.0    | 166      | 12          | 41       | 4     | 4        | 77       | 3     | 0        | 72    | 65       | 3.46     | 1.22    |
| 1989      | 西武      | 2     | 1     | 0     | 0     | 0        | 0     | 0     | 0        | --          | ----  | 30    | 5.1      | 11       | 0           | 4        | 1     | 0        | 2        | 0     | 0        | 7     | 7        | 11.81    | 2.81    |
| 1990      | 西武      | 7     | 1     | 0     | 0     | 0        | 0     | 1     | 0        | --          | .000  | 64    | 13.2     | 20       | 3           | 6        | 1     | 0        | 8        | 2     | 0        | 13    | 13       | 8.56     | 1.90    |
| 1991      | 西武      | 3     | 0     | 0     | 0     | 0        | 0     | 0     | 0        | --          | ----  | 36    | 8.2      | 11       | 0           | 2        | 1     | 0        | 3        | 0     | 0        | 2     | 2        | 2.08     | 1.50    |
| 1992      | 西武      | 6     | 0     | 0     | 0     | 0        | 0     | 1     | 0        | --          | .000  | 52    | 10.2     | 14       | 5           | 5        | 0     | 1        | 6        | 2     | 0        | 9     | 9        | 7.59     | 1.78    |
| 1993      | 横浜      | 13    | 10    | 0     | 0     | 0        | 2     | 3     | 0        | --          | .400  | 205   | 45.0     | 48       | 9           | 26       | 0     | 0        | 33       | 1     | 0        | 28    | 26       | 5.20     | 1.64    |
| 1994      | 横浜      | 18    | 4     | 0     | 0     | 0        | 1     | 0     | 0        | --          | 1.000 | 173   | 41.0     | 45       | 5           | 9        | 2     | 0        | 16       | 3     | 0        | 20    | 18       | 3.95     | 1.32    |
| 1995      | 横浜      | 5     | 1     | 0     | 0     | 0        | 0     | 1     | 0        | --          | .000  | 48    | 10.1     | 10       | 2           | 8        | 0     | 1        | 5        | 0     | 1        | 5     | 5        | 4.35     | 1.74    |
| 通算：9年 | 通算：9年 | 86    | 42    | 10    | 2     | 2        | 14    | 15    | 0        | --          | .483  | 1357  | 314.1    | 334      | 37          | 102      | 9     | 6        | 156      | 11    | 1        | 160   | 147      | 4.21     | 1.39    |

### 表彰
- 新人王（1988年）
- 日本シリーズ優秀選手賞：1回（1988年）

### 記録
初記録
- 初登板：1987年9月10日、対南海ホークス22回戦（西武ライオンズ球場）、7回表二死に5番手で救援登板・完了、2回1/3を1失点
- 初奪三振：同上、9回表に門田博光から
- 初先発・初勝利：1987年10月13日、対南海ホークス26回戦（西武ライオンズ球場）、6回2失点
- 初完投勝利：1988年4月19日、対ロッテオリオンズ1回戦（平和台球場）、9回2失点
- 初完封勝利：1988年5月11日、対日本ハムファイターズ4回戦（東京ドーム）

### 背番号
- 31（1987年 - 1993年）
- 24（1993年 - 1995年）
- 84（1996年 - 1997年）
- 80（1998年 - 2009年）
- 72（2010年 - 2019年）
- 92（2020年 - 2023年）
- 017（2024年 - ）